# أوبري نيل
أوبري نيل (بالإنجليزية: Aubrey Neal)‏ هو لاعب كرة قدم أسترالية أسترالي، ولد في 31 يوليو 1893 في Collingwood, Victoria ‏ في أستراليا، وتوفي في 26 سبتمبر 1951 في Heidelberg, Victoria ‏ في أستراليا.

## وصلات خارجية
- أوبري نيل على موقع AustralianFootball.com (الإنجليزية)
- أوبري نيل على موقع AFLtables.com (الإنجليزية)